# Euclimacia zonalis
Euclimacia zonalis is een insect uit de familie van de Mantispidae, die tot de orde netvleugeligen (Neuroptera) behoort. 
Euclimacia zonalis is voor het eerst wetenschappelijk beschreven door Navás in 1914.